# Délégation au patrimoine de l'armée de Terre
La délégation au patrimoine de l'armée de Terre (DELPAT) est une entité de l'état-major de l'armée de Terre assurant la gestion du patrimoine historique et culturel de l'armée de Terre.

## Constitution
Assurée par des passionnés jusqu'à la fin du XXe siècle, la gestion du patrimoine s'est professionnalisée en 1993 avec la création au sein de l'état-major de l'armée de Terre d'une délégation au patrimoine historique et culturel puis l'adoption des normes en vigueur au ministère de la Culture dans le cadre du Protocole Défense-Culture de 1994 (actualisé depuis).
À partir de 1996, des officiers conservateurs sont formés à l'Institut national du patrimoine, à l'École du Louvre et récemment au Ministère de la Culture (Cycle des Hautes Etudes de la Culture). L'armée de Terre favorise également le recrutement d'officiers sous contrat, diplômés de l'Ecole du Louvre ou de l'université (master 2 Patrimoine).

## Missions principales
La délégation au patrimoine de l'armée de Terre contribue à la conservation, à la valorisation et au rayonnement du patrimoine de l'armée de Terre et, dans ce cadre, assure les missions suivantes :
- Elle coordonne la politique muséale de l'armée de Terre (16 musées de l'armée de Terre) ainsi que de nombreuses collections (salles d'honneur des régiments, patrimoine mobilier, fortifications).

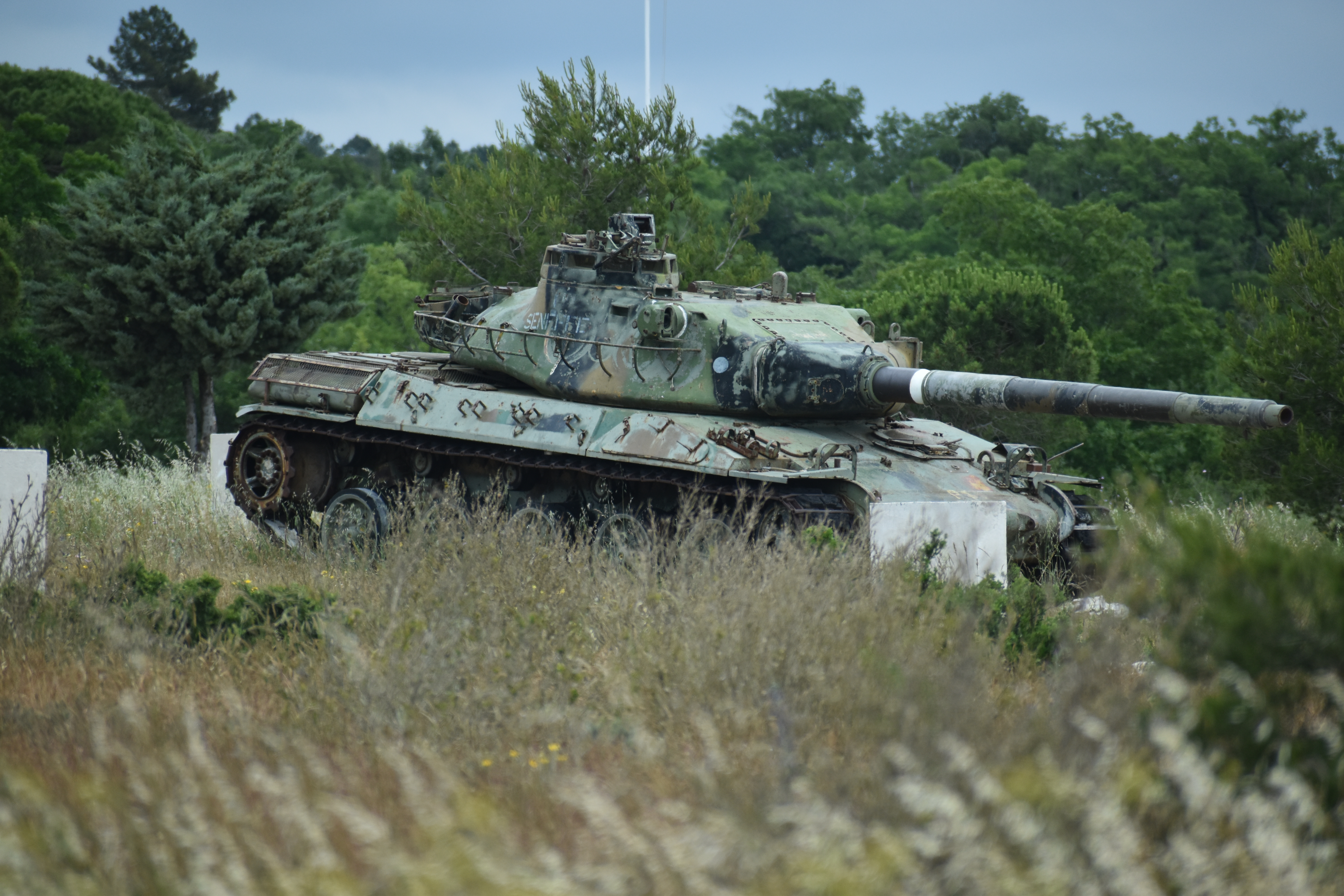
AMX 30, engin à vocation historique et patrimoniale (EVHP), patrimoine matériel retiré du service

- Elle instruit, pour la ministre des Armées, les dossiers de cession du patrimoine matériel retiré du service.
- Elle exerce la tutelle des Peintres de l'Armée de Terre, dont les rangs comptent des peintres, des sculpteurs, des photographes et un médailleur. Ils sont les héritiers directs des peintres de batailles créés vers 1620 pour représenter et glorifier le roi et mettre en exergue ses guerres et ses conquêtes. Elle organise, tous les deux ans (années impaires), le Salon national des Peintres de l'Armée.
- Elle coordonne la sauvegarde du patrimoine fortifié, en liaison avec des associations et des collectivités.
- Elle contribue à la protection du patrimoine dans les zones de conflit armé[5],[6].
- De 2015 à 2019, elle est responsable de l'histoire militaire, considérée comme un outil de formation et d'aide à la préparation de l'engagement, et agit en complémentarité du Service historique de la Défense pour la recherche historique au profit de l'état-major de l'armée de Terre. Cette mission est transférée à la chaire de tactique générale du Centre de doctrine et d'enseignement du commandement (CDEC) en 2020[7].
- Le délégué au patrimoine de l'armée de Terre représente le chef d'état-major de l'armée de Terre (CEMAT) au sein des conseils d'administration, des établissements publics culturels de la Défense (musée de l'Armée, musée de l'Air et de l'Espace, musée de la Marine).

Les rôles de la délégation au patrimoine de l'armée de Terre sont différenciés et complémentaires de ceux du Service historique de la Défense, ce dernier ayant la charge des archives, de l'histoire militaire, de la symbolique et des emblèmes au niveau du ministère des Armées.

## Champs d'action

### Les collections
La délégation au patrimoine de l'armée de Terre est le scientifique affectataire d'une vaste collection patrimoniale d'environ 250.000 œuvres, conservée au sein de :
- 16 musées,
- 38 hôtels de commandement,
- 150 salles d'honneur,
- 16 fortifications (dont la gestion est assurée par des associations).

Ces collections sont « le fruit d'une histoire guerrière avec la récupération des trophées sur les champs de bataille et la collecte des souvenirs des anciens pieusement conservés dans les musées, mais également dans les salles d'honneur des formations dont le général Boulanger, ministre de la Guerre (1886-1887), a encouragé la création ou le développement.»

### Les musées
Est considéré comme musée de l'armée de Terre tout ensemble permanent de collections, notamment de matériels, équipements, uniformes, articles de symbolique militaire ou documents présentant un intérêt historique ou culturel pour l'armée de Terre ou pour une arme, subdivision d'arme ou service de cette armée.
Les collections des musées de l'armée de Terre constituent un « conservatoire d'art et de traditions militaires, de sciences et de techniques, d'aventures humaines aussi ». Elles regroupent des uniformes, armes, coiffures, marques symboliques, insignes et décorations, affiches, dessins, peintures, objets d'art, documents photographiques, pièces d'archives, souvenirs de personnages illustres, véhicules et pièces d'artillerie.
Ces musées ont pour missions de :
- Conserver, restaurer, étudier et enrichir le patrimoine historique et culturel que constituent les collections d'art, de sciences, de techniques et de traditions militaires qu'ils détiennent ;
- Administrer les collections d'étude dont ils sont dépositaires ;
- Participer à la formation morale des militaires en développant notamment l'esprit de corps des armes ou subdivisions d'armes ;
- Contribuer au développement du lien armée-nation par une large ouverture au public ;
- Concevoir et mettre en œuvre des actions éducatives à l'intention du public et tout particulièrement des jeunes en cours de scolarité ou d'études ;
- Contribuer à conserver la mémoire de ceux qui se sont engagés, parfois jusqu'au sacrifice ultime, pour la France et faire partager leurs valeurs civiques et patriotiques[8].

#### Liste des musées de l'armée de Terre
16 musées, répartis sur l'ensemble du territoire, sont rattachés à la délégation au patrimoine de l'armée de Terre. Ces musées sont destinés à la fois au grand public et à la communauté militaire.
| Musées | Localisation          | Date de création | Formation de rattachement, localisation                                                 |
| --- | --------------------- | ---------------- | --------------------------------------------------------------------------------------- |
| Musée de l’Officier (ancien musée du Souvenir)                                                                       | Guer                  | 1912             | Académie de Saint-Cyr Coëtquidan                                                        |
| Musée des Troupes de marine                                                                                          | Fréjus                | 1981             | Etat-major spécialisé pour l’outre-mer et l’étranger (EMSOME)                           |
| Musée de l’Aviation légère de l'armée de Terre (ALAT) et de l’Hélicoptère                                            | Dax                   | 1983             | École d’application de l’aviation légère de l’armée de Terre (EAALAT)                   |
| Musée du Sous-officier (fusion du musée du Souvenir à Saint-Maixent-l'École (1912) et du 114e régiment d’infanterie) | Saint-Maixent-l’École | 1986             | École nationale des sous-officiers d’active (ENSOA),                                    |
| Musée des Blindés | Saumur                | 1996             | Écoles militaires de Saumur                                                             |
| Musée mémorial des Parachutistes                                                                                     | Pau                   | 1997             | École des troupes aéroportées (ETAP)                                                    |
| Musée du Matériel et de la Maintenance                                                                               | Bourges               | 1999             | Écoles militaires de Bourges / École du matériel                                        |
| Salle d’honneur de l’Infanterie (ancien musée de l’Infanterie de 1999 à 2005)                                        | Draguignan            | 2005             | Écoles militaires de Draguignan / École de l’infanterie                                 |
| Musée des Transmissions                                                                                              | Cesson-Sévigné        | 2005             | École des transmissions                                                                 |
| Musée de la Cavalerie                                                                                                | Saumur                | 2007             | Écoles militaires de Saumur / École de cavalerie                                        |
| Musée des Troupes de montagne                                                                                        | Grenoble              | 2009             | Etat-major de la 27e brigade d’infanterie de montagne,                                  |
| Musée du Génie | Angers                | 2009             | École du génie                                                                          |
| Musée du Train et des équipages militaires (transféré depuis Tours en 2009)                                          | Bourges               | 2010             | Écoles militaires de Bourges / École du Train et de la logistique opérationnelle (ETLO) |
| Musée national des Enfants de troupe                                                                                 | Autun                 | 2012             | Lycée militaire d’Autun                                                                 |
| Musée de l’Artillerie                                                                                                | Draguignan            | 2013             | Écoles militaires de Draguignan / École d’artillerie                                    |
| Musée de la Légion étrangère                                                                                         | Aubagne               | 1934             | Commandement de la Légion étrangère                                                     |

Trois musées sont dotés de l’appellation « Musée de France » au sens de la loi du 4 janvier 2002 dite "loi musée" (musée de l'Artillerie, musée des Troupes de Marine, musée de la Légion étrangère).
Les musées participent chaque année aux Journées européennes du patrimoine et à la Nuit européenne des musées. Ils accueillent 230.000 visiteurs par an en moyenne.

## Organisation
La délégation au patrimoine de l'armée de Terre, commandée par un général, comprend un réseau d'experts qualifiés et reconnus :
- Un référent patrimoine,
- Un adjoint au référent patrimoine,
- 19 conservateurs de musées,
- Un traitant cessions et dépôts de matériel
- Un référent Peintres de l'Armée
- Un expert de collection.

La délégation travaille en partenariat avec le ministère de la Culture, la direction des Patrimoines de la Mémoire et des Archives (DPMA) (qui assure la tutelle fonctionnelle à l'échelon ministériel), les collectivités territoriales, les autres établissements culturels du ministère ainsi qu'un vaste réseau de professionnels à l'international.

## Liste des généraux délégués au patrimoine de l'armée de Terre
| Généraux                      | Période d'activité                   |
| ----------------------------- | ------------------------------------ |
| Général André COUSINE         | 5 octobre 1992 - 31 janvier 2000     |
| Général Patrick JARDIN        | 1er février 2000 - 31 janvier 2004   |
| Général Bernard MASSON        | 1er février 2004 - 14 septembre 2007 |
| Général Pierre RETUR          | 15 septembre 2007 - 31 octobre 2010  |
| Général Lionel LENFANT        | 1er novembre 2010 - 30 juin 2014     |
| Général Yves de GUIGNE        | 1er juillet 2014 - 30 juin 2017      |
| Général Dominique CAMBOURNAC  | 1er juillet 2017 - 26 juin 2020      |
| Général Gilles PERCHET        | 31 août 2020 - 15 septembre 2021     |
| Général Jean-Pierre DUPLANY   | 16 septembre 2021 - 30 novembre 2023 |
| Général (2S) Philippe DEBESSE | depuis le 1er décembre 2023          |

## Agenda
Salon national des Peintres de l'Armée : tous les deux ans (années impaires), Hôtel des Invalides.
| Salons nationaux des Peintres de l'Armée | Dates                         | Lieu                                   |
| ---------------------------------------- | ----------------------------- | -------------------------------------- |
| Ier                                      | 15 - 22 novembre 1985         |                                        |
| IIe                                      | 11 - 19 novembre 1986         |                                        |
| IIIe                                     | 5 - 12 novembre 1987          |                                        |
| IVe                                      | 10 - 16 novembre 1988         |                                        |
| Ve                                       | 16 - 22 novembre 1989         |                                        |
| VIe                                      | 29 novembre - 5 décembre 1990 |                                        |
| VIIe                                     | 20 - 27 novembre 1991         | Salon d'honneur du Musée de l'Armée    |
| VIIIe                                    | 18 - 24 novembre 1993         | Salon d'honneur du Musée de l'Armée    |
| IXe                                      | 16 - 22 novembre 1995         | Salon d'honneur du Musée de l'Armée    |
| Xe                                       | 21 novembre - 9 décembre 1997 | Salle d'exposition du Musée de l'Armée |
| XIe                                      | 5 - 16 novembre 1999          | Salle d'Ornano du Musée de l'Armée     |
| XIIe                                     | 7 - 20 décembre 2001          | Salle d'exposition du Musée de l'Armée |
| XIIIe                                    | 7 novembre - 7 décembre 2003  | Salle d'exposition du Musée de l'Armée |
| XIVe                                     | 3 juin - 3 juillet 2005       | Hôtel des Invalides                    |
| XVe                                      | 14 juin - 15 juillet 2007     | Hôtel des Invalides                    |
| XVIe                                     | 20 juin - 15 juillet 2009     | Hôtel des Invalides                    |
| XVIIe                                    | 17 juin - 17 juillet 2011     | Hôtel des Invalides                    |
| XVIIIe                                   | 7 - 23 juin 2013              | Hôtel des Invalides                    |
| XIXe                                     | 8 - 14 avril 2015             | Hôtel des Invalides                    |
| XXe                                      | 22 - 29 juin 2017             | Hôtel des Invalides                    |
| XXIe                                     | 13 - 19 mai 2019              | Hôtel des Invalides                    |
| XXIIe                                    | 16 - 28 avril 2022            | Hôtel des Invalides                    |
| XXIIIe                                   | 7 octobre - 12 novembre 2023  | Saint-Germain-en-Laye, Manège royal    |